# Station Gestel (Nederland)

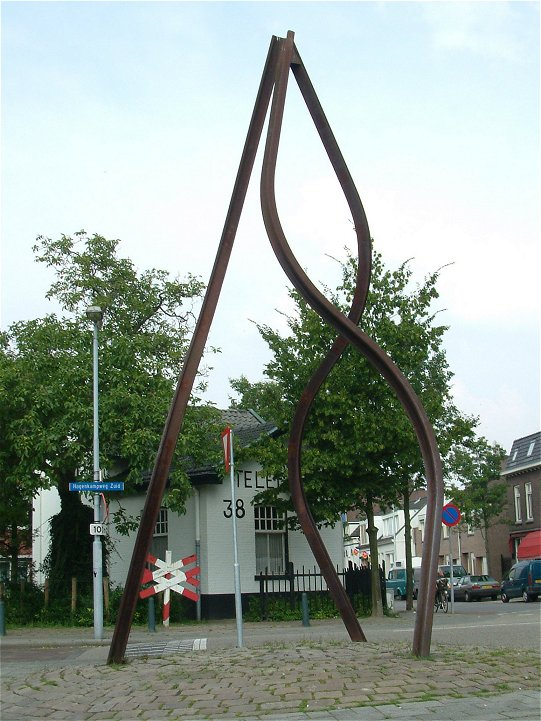
Kunstwerk bij het oude spoorhuisje

Gestel (Gst) is een stopplaats aan de voormalige spoorlijn Eindhoven-Hasselt bij Gestel.
De stopplaats was in gebruik van 1902 tot 15 mei 1938 en van 10 juni tot 20 juli 1940.